# Лопес, Вильмер
Вильмер Андрес Лопес Аргедас (исп. Wilmer Andrés López Arguedas; 3 августа 1971, Алахуэла) — коста-риканский футболист и футбольный тренер.

## Клубная карьера
Воспитанник клуба «Кармелита». Большую часть Лопес провёл в одной из сильнейших коста-риканских команд — «Алахуэленсе». Вместе с ней он неоднократно становился чемпионом страны. В 1998 году полузащитник на некоторое время уезжал в Колумбию, однако не сыграв ни одного матча за «Депортес Толима», он вернулся в «Алахуэленсе». Всего за клуб Лопес провел около пятисот матчей и забил 80 голов.

## Карьера в сборной
За сборную Коста-Рики Лопес дебютировал в 1995 году. Вместе с ней он принимал участие на двух Кубках Америки и на Чемпионате мира 2002 года. Чуть ранее поездки на мундиаль, хавбек вместе с коста-риканцами становился серебряным призёром в розыгрыше Золотого кубка КОНКАКАФ в США. Всего за «тикос» футболист провёл 76 игр, в которых забил шесть голов.

## Тренерская деятельность
Свою карьеру наставника Лопес начал в коста-риканском клубе низшей лиги «Хако Райс». Через шесть лет — в 2017 году — он стал главным тренером «Алахуэленсе».

## Достижения

### Международные
- Победитель Кубка чемпионов КОНКАКАФ (2): 1998, 2004.
- Обладатель Клубного кубка UNCAF (3): 1996, 2002, 2005.
- Серебряный призёр Золотого кубка КОНКАКАФ (1): 2002.

### Национальные
- Чемпион Коста-Рики (4): 1995/96, 1996/97, 1999/00, 2000/01, 2001/02, 2002/03, 2004/05.